# Municipio de Emma (Illinois)
El municipio de Emma (en inglés: Emma Township) es un municipio ubicado en el condado de White en el estado estadounidense de Illinois. En el año 2010 tenía una población de 387 habitantes y una densidad poblacional de 2,26 personas por km².

## Geografía
El municipio de Emma se encuentra ubicado en las coordenadas 37°57′38″N 88°5′40″O / 37.96056, -88.09444. Según la Oficina del Censo de los Estados Unidos, el municipio tiene una superficie total de 170.97 km², de la cual 164 km² corresponden a tierra firme y (4,08 %) 6,97 km² es agua.

## Demografía
Según el censo de 2010, había 387 personas residiendo en el municipio de Emma. La densidad de población era de 2,26 hab./km². De los 387 habitantes, el municipio de Emma estaba compuesto por el 96,64 % blancos, el 1,03 % eran afroamericanos, el 0,52 % eran amerindios, el 0,26 % eran asiáticos y el 1,55 % eran de una mezcla de razas. Del total de la población el 0,52 % eran hispanos o latinos de cualquier raza.